# Hudson Yards (Manhattan)
Hudson Yards é um bairro localizado no lado leste de Midtown Manhattan, delimitado aproximadamente pela rua 30 no sul, pela rua 43 no norte, pela West Side Highway no oeste e pela Oitava Avenida no leste. A área é o local de um programa de redesenvolvimento em grande escala que está sendo planejado, financiado e construído sob um conjunto de acordos entre o Estado de Nova York, a Cidade de Nova York e a Autoridade de Transporte Metropolitano (MTA), com o objetivo de expandir o distrito comercial de Midtown Manhattan para o oeste até o Rio Hudson. O programa inclui um grande re-zoneamento do Far West Side, uma extensão do Metropolitano de Nova Iorque para novas estações na rua 34 e Décima Primeira Avenida, a reforma e ampliação do Centro Javits, e um plano de financiamento para vários componentes que estão em planejamento.
O maior dos projetos possibilitados pelo rezoneamento é o empreendimento imobiliário multiúso Hudson Yards, da Related Companies e Oxford Properties, que está sendo construído sobre a West Side Rail Yard. A construção começou em 2012 e está projetada para ser concluída até 2024. De acordo com seu plano mestre, criado pela Kohn Pedersen Fox Associates, o desenvolvimento do Hudson Yards incluiria 16 arranha-céus a serem construídos em duas fases. Arquitetos, incluindo Skidmore, Owings e Merrill, Thomas Heatherwick, Roche-Dinkeloo e Diller Scofidio + Renfro contribuíram com projetos para estruturas individuais. Os principais inquilinos de escritórios incluem ou incluirão a empresa de moda Tapestry, a rede de academias Equinox Fitness e a empresa financeira BlackRock.
A área também inclui outros projetos de desenvolvimento. Um desses projetos é o Manhattan West, desenvolvido pela Brookfield Property Partners ao longo do pátio ferroviário a oeste da Nona Avenida entre as ruas 31 e 33. Outras estruturas que estão sendo desenvolvidas no Hudson Yards Zoning District incluem o 3 Hudson Boulevard and Spiral. O distrito especial também inclui a Estação Pensilvânia, objeto de uma grande reforma. Hudson Yards faz parte do Manhattan Community District 4 e seus CEPs principais são 10001 e 10018. É patrulhado pelo 10º Distrito do Departamento de Polícia de Nova York.

## Geografia
Hudson Yards leva o nome do pátio ferroviário MTA ao longo do Rio Hudson entre a rua 30 e a rua 33, que era parte do pátio ferroviário Penn Central, o qual se estendia até a rua 39 no passado. A parte do pátio do MTA entre o rio e a Décima Primeira Avenida é chamada de Western Rail Yard, e a parte entre a Décima Primeira Avenida e a Décima Avenida é chamada de Eastern Rail Yard. A área de Hudson Yards inclui partes do Garment Center, do Javits Convention Center, do Madison Square Garden, do Port Authority Bus Terminal, do Farley Post Office e do Lincoln Tunnel. A maior parte da área de redesenvolvimento de Hudson Yards também é conhecida como Hell's Kitchen South. O distrito de propósito especial cobrindo a área, o Distrito Especial de Hudson Yards, inclui um "subdistrito de Hell's Kitchen", abrangendo a área residencial central existente antes da reconstrução da área circundante.

## Contexto

### Planos iniciais

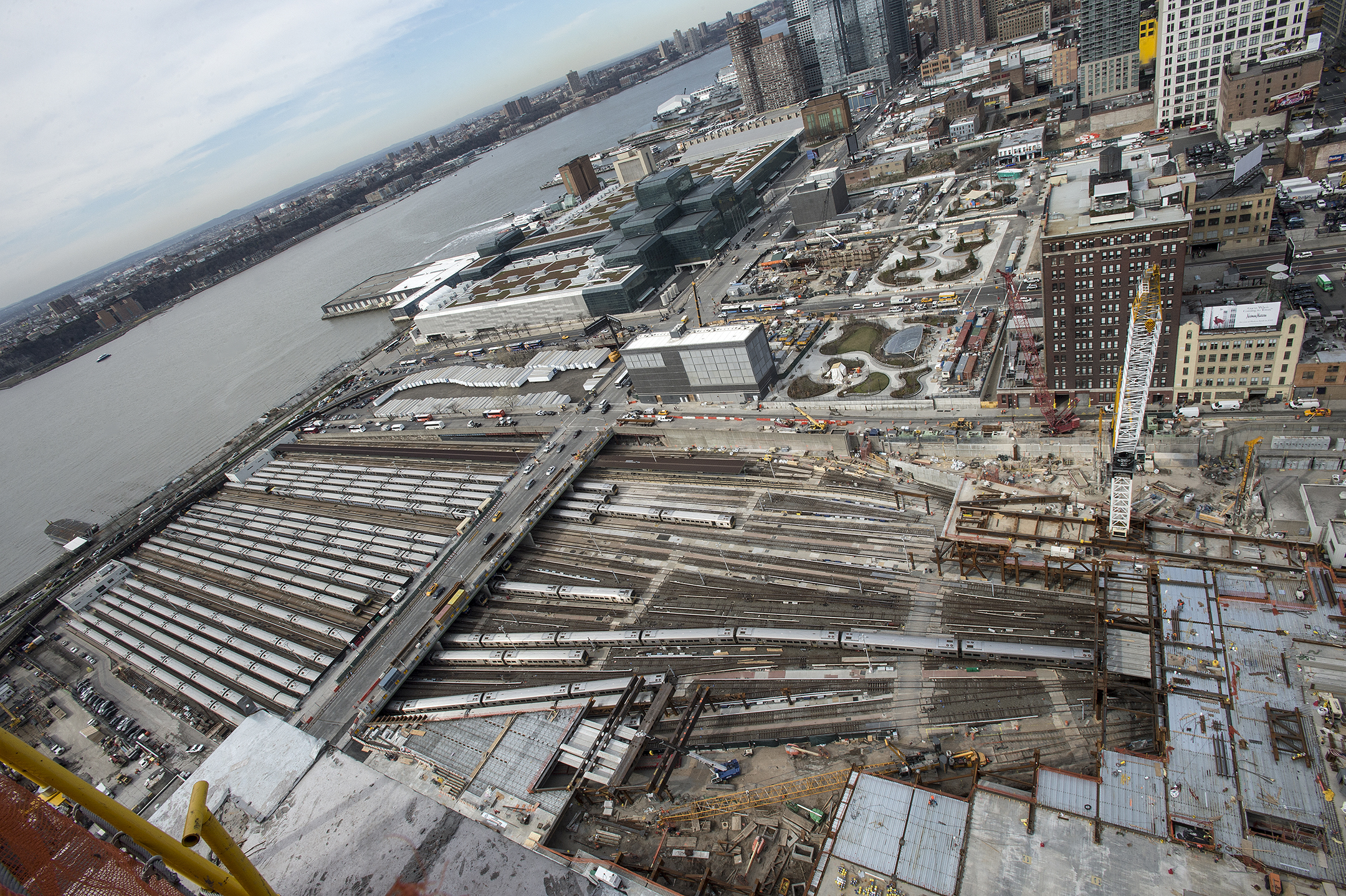
Vista aérea da localização da área de Hudson Yards, incluindo o pátio ferroviário em primeiro plano, o Javits Center no canto superior esquerdo e os blocos entre a Décima e Décima Primeira avenidas até a rua 43.

Tem havido uma longa série de propostas para desenvolver os direitos aéreos do pátio ferroviário, incluindo uma grande expansão de Midtown Manhattan por William Zeckendorf na década de 1950 e para um desenvolvimento habitacional considerado pela US Steel na década de 1960. A ideia de construir moradias com direitos aéreos sobre o pátio ferroviário, com desenvolvimento comercial entre a rua 34 e a rua 42, foi incluída em um plano de 1963 anunciado pelo prefeito Robert F. Wagner Jr.
A administração de John Lindsay manteve a meta do plano de 1963 - uma expansão para o oeste de Midtown - mas mudou seu foco para os quarteirões ao norte da rua 42, lar de 35 000 residentes do bairro Hell's Kitchen. Como primeiro passo, a cidade aprovou um centro de convenções na rua 44. Mas após a derrota de uma emissão de títulos que teria financiado um "movimento de pessoas" da rua 48, a cidade abandonou-o e o resto do plano diretor. Ao mesmo tempo, a comunidade local de Hell's Kitchen propôs que a expansão do centro da cidade ocorresse ao sul da rua 42. Um local de centro de convenções proposto pela comunidade - entre as avenidas 11 e 12 das ruas 34 a 39 - foi posteriormente promovido por Donald Trump, que obteve uma opção no pátio ferroviário da falida Penn Central em 1975. Enfrentando oposição política e a severa crise fiscal dos anos 1970, a cidade e o estado eventualmente escolheram o local do pátio ferroviário quando o local da rua 44 provou ser muito caro. No entanto, a oferta de Trump para construir o centro de convenções foi rejeitada. Em 1987, a Metropolitan Transportation Authority (MTA) converteu o restante do pátio ferroviário em uma instalação de armazenamento para trens urbanos; o novo West Side Yardfoi projetado com espaço deixado entre os trilhos para colunas para apoiar o desenvolvimento em direitos aéreos acima dos trilhos.
Apesar da conclusão do Centro de Convenções Jacob K. Javits em 1986, nenhum desenvolvimento posterior ocorreu. Um impedimento ao desenvolvimento era a falta de transporte público na área, que fica longe da Penn Station, e nenhuma das propostas para uma ligação à Penn Station foi realizada com sucesso. Nenhuma mudança no zoneamento aconteceu até 1990, quando a cidade fez o outro zoneamento de um pequeno trecho da 11ª Avenida do outro lado da rua do Javits Center. No entanto, como a maior parte da área ainda estava zoneada para fabricação e prédios de apartamentos baixos, o novo zoneamento não estimulou o desenvolvimento.

### Remodelagem

#### Planejamento formal
A proposta de 1973 da comunidade Hell's Kitchen para um grande empreendimento residencial e de escritórios ao sul da rua 42 foi finalmente realizada quando todos os impedimentos ao desenvolvimento foram resolvidos. Em 2003, o Departamento de Planejamento Urbano da cidade de Nova York emitiu um plano diretor que previa a criação de 3 700 000 m2 de desenvolvimento comercial e residencial, dois corredores de espaço aberto - um entre a Décima Primeira Avenida e a Décima Avenida, e outro rede de espaço aberto entre a Nona Avenida e a Décima Avenida para criar um sistema de parques da rua 39 até a rua 34, partes das quais seriam localizadas ao longo dos corredores do Lincoln Tunnel e Avenida Dyer. Apelidado de Hudson Yards Master Plan, a área coberta é limitada a leste pela Sétima e Oitava Avenida, a sul pelas ruas 28 e 30, ao norte pela rua 43 e a oeste pela Hudson River Park e o rio Hudson. O plano da cidade era semelhante a um plano de bairro produzido pelo arquiteto Meta Brunzema e pelo planejador ambiental Daniel Gutman para a Hell's Kitchen Neighborhood Association (HKNA). O conceito principal do plano HKNA era permitir um novo desenvolvimento importante, protegendo a área central residencial existente entre a Nona e a Décima avenidas.
Para ajudar a facilitar o desenvolvimento, o plano da cidade previa a extensão da Linha IRT Flushing Line para uma estação de metrô da rua 34 sob a Avenida Onze no pátio ferroviário e próximo ao Centro de Convenções Jacob K. Javits, que seria expandido pelo Estado. Para financiar o metrô e um parque e avenida e outras infraestruturas, a cidade propôs um novo esquema de financiamento de incremento de impostos dentro de um distrito financeiro de Hudson Yards para coletar impostos de propriedade residencial e pagamentos comerciais em vez de impostos e vender direitos de desenvolvimento transferíveis para desenvolvedores em potencial. A Hudson Yards Infrastructure Corporation emitiria títulos contra as receitas esperadas.
Em janeiro de 2005, o Conselho da Cidade de Nova York aprovou o novo zoneamento de 60 blocos, incluindo a parte oriental do West Side Yard. A área recém-zoneada de Hudson Yards deveria ter 2 400 000 m2 de escritórios de Classe A, 20 000 unidades habitacionais, 190 000 m2 de espaço em hotel, uma escola pública de 750 lugares, 93 000 m2 de varejo e mais de 8 ha de espaço aberto público.
O distrito de zoneamento e financiamento não incluiu a parte oeste do pátio ferroviário; este foi reservado para o proposto West Side Stadium, que teria sido construído como parte da candidatura da cidade de Nova York para os Jogos Olímpicos de 2012. No final das Olimpíadas, o estádio teria sido usado pelo New York Jets. Quando não estivesse em uso para futebol americano, o estádio coberto seria um local para convenções no Javits Center, e por isso os proponentes apelidaram a estrutura de New York Sports and Convention Center. Esse esforço, liderado pelo vice-prefeito Daniel Doctoroff , foi impopular tanto com o público quanto com os políticos. Consequentemente, a Câmara Municipal insistiu que o financiamento para os planos mais amplos de zoneamento da cidade não fosse usado para subsidiar o estádio do pátio ferroviário. Em junho de 2005, a proposta do estádio foi derrotada, e depois que o Comitê Olímpico Internacional concedeu as Olimpíadas de 2012 para Londres, a proposta do estádio foi descartada permanentemente. O governo da cidade posteriormente zonou o pátio ferroviário oeste para desenvolvimento residencial e comercial e o adicionou ao distrito financeiro. A Metropolitan Transportation Authority (MTA) então procurou desenvolver o pátio de 11 ha e, em conjunto com o governo da cidade, o MTA emitiu uma Solicitação de Proposta (RFP) para um terreno de 1 180 000 m2 de desenvolvimento de uso misto a ser construído em plataformas sobre o pátio ferroviário, que permaneceria em uso durante todo o período.

#### Lances para o desenvolvimento
Cinco desenvolvedores responderam à RFP: Extell, Tishman Speyer, Brookfield, Vornado e empresas relacionadas. A Tishman Speyer venceu a licitação em março de 2008. A Tishman Speyer firmou um contrato de arrendamento de 99 anos com a MTA, pagando $ 1 bilhão pelos direitos aéreos. Ela também gastaria outros $ 2 bilhões para o desenvolvimento dos pátios ferroviários, incluindo duas plataformas sobre os pátios para suportar 6,1 ha de espaços públicos, quatro edifícios de escritórios e dez torres residenciais de alto padrão.
No entanto, apenas dois meses depois, o negócio foi quebrado devido à crise financeira do final dos anos 2000. Posteriormente, a MTA escolheu as empresas relacionadas e a Goldman Sachs para desenvolver a Hudson Yards nas mesmas condições. Em dezembro de 2009, o Conselho da Cidade de Nova York aprovou o plano revisado das Empresas Relacionadas para o Hudson Yards, e a parte oeste do West Side Yard foi zoneada novamente. Após o novo zoneamento bem-sucedido dos pátios ferroviários, a MTA assinou outro arrendamento de 99 anos para os direitos aéreos sobre o pátio ferroviário em maio de 2010. Os direitos aéreos foram assinados para uma joint venture das Empresas Relacionadas e da Oxford Properties Group, que investiu US$ 400 milhões para construir uma plataforma acima das partes leste e oeste do pátio para a construção dos edifícios. A inauguração do 10 Hudson Yards, o primeiro edifício, ocorreu em 4 de dezembro de 2012.
Em abril de 2013, a joint venture da Oxford obteve um empréstimo de construção de $ 475 milhões, incluindo o Starwood Capital Group de Barry Sternlicht e o varejista de luxo Coach. O acordo de financiamento foi único em vários aspectos, incluindo o fato de incluir um empréstimo de mezanino de construção, que o Coach era um credor tanto do lado da dívida quanto do patrimônio líquido, e que o MTA reutilizou uma estrutura de "arrendamento separável" (usada anteriormente pela Battery Park City) que permitia os empréstimos. Uma parte do projeto também foi financiada pelo programa de investimento EB-5, que usa capital de imigrantes que se tornam elegíveis para um green card.

## Transporte

### ônibus
Os sletivos M12 e M34 atendem a rua 34, e os M12, M42 e M50 atendem a rua 42. O M12 foi introduzido para melhorar o trânsito no extremo oeste, incluindo Hudson Yards, em 2014.

### Extensão do metrô
Depois que o projeto Hudson Yards foi aprovado em 2005, o MTA recebeu recursos para pagar por uma extensão para a estação 34th Street-Hudson Yards. Com o financiamento garantido, o MTA procedeu rapidamente a construção da extensão. Os primeiros contratos de construção foram concedidos em outubro de 2007. Após uma série de atrasos relacionados à construção da estação da rua 34, a extensão do metrô foi inaugurada em 13 de setembro de 2015. A estação se conecta a edifícios e desenvolvimentos próximos, incluindo o 30 Hudson Yards e o Hudson Park Boulevard. A entrada principal da estação 34th Street, tem escadas rolantes e um elevador no lado oeste do Hudson Park Boulevard entre as ruas 33 e 34, fica ao pé do 55 Hudson Yards e a apenas meio quarteirão de distância da extremidade norte do pátio ferroviário. Outra estação, planejada para a Décima Avenida e a Rua 41 , não foi construída.

## Parques
A plataforma no topo da qual o empreendimento relacionado foi construído inclui uma praça pública de 2 ha. No meio da praça está o Vessel, uma estrutura de 16 andares de escadas independentes e conectadas projetadas por Thomas Heatherwick.
O Hudson Park and Boulevard está localizado ao norte do local do pátio ferroviário, estendendo-se da rua 33 à rua 39, a meio quarteirão entre a Décima e a Décima Primeira Avenida. A avenida é dividida em Hudson Boulevard East e Hudson Boulevard West, com o parque entre as duas. A primeira fase, entre as ruas 33 e 36, foi concluída em agosto de 2015. Os parques propostos entre a Nona e a Décima avenidas no plano original foram posteriormente descartados.
O High Line, um parque elevado que usa a antiga passagem do metrô, corre ao longo das bordas sul e oeste de Hudson Yards antes de continuar para o sul até a rua Gansevoort no Meatpacking District; seu término ao norte fica na Décima Primeira Avenida com a rua 34, no lado norte de Hudson Yards. No final de 2014, a fase final do High Line foi aberta. Ele entra no local da Hudson Yards e faz curvas ao longo da rua 30, Décima Segunda Avenida e rua 34, com um ramal ao longo da rua 30 até a Avenida Denth. A seção curva ao redor da parte oeste de Hudson Yards foi originalmente desenvolvida como uma "passarela provisória", com novas construções ocorrendo em 2015. Existem entradas para o High Line de dentro do desenvolvimento do pátio ferroviário.

## Hudson Yards (Desenvolvimento)

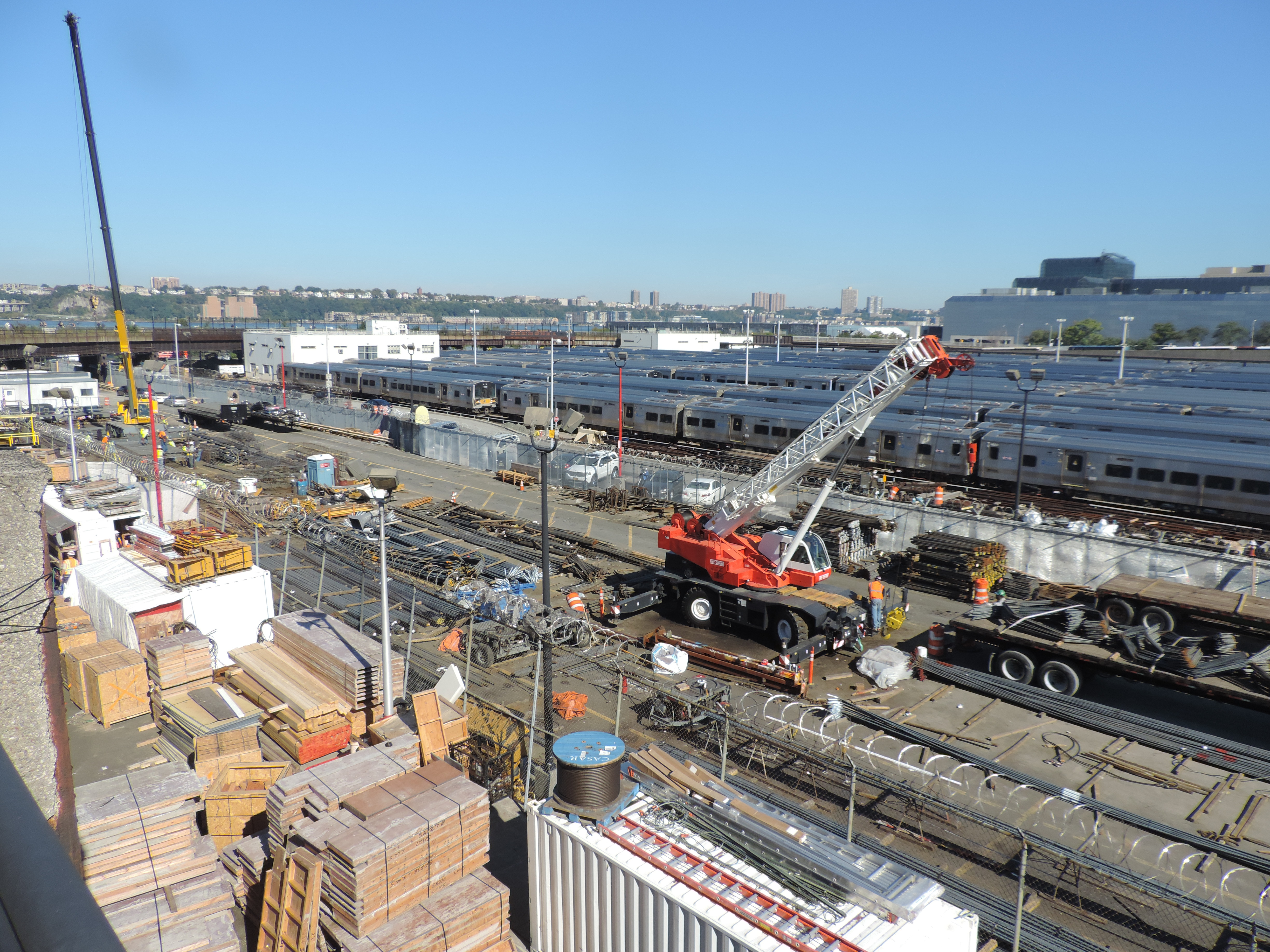
Construções próximo à rua 30.

O empreendimento Hudson Yards está sendo construído por empresas relacionadas no topo de uma grande plataforma delimitada pelas avenidas 10 e 12 e pelas ruas 30 e 33. A construção da plataforma começou em 2014. A plataforma deveria ser construída sobre o West Side Yard existente no nível, permitindo que os trens LIRR continuassem a ser armazenados ali. O terreno faz fronteira com a rua 30 e o Chelsea no sul, a décima segunda avenida a oeste, a rua 33 e a Hell's Kitchen no norte e a décima avenida a leste. A décima primeira avenida atravessa o terreno e divide o projeto de reforma em duas fases. Antes da fase 2 ser construída, um revestimento de concreto subterrâneo foi construído para o futuro Projeto Gateway da Amtrak sob o Rio Hudson. A construção começou em dezembro de 2014 e estava quase concluída em julho de 2017, embora disputas de financiamento tenham paralisado a sua conclusão.
A Fase 1 e a fase leste contém duas torres de escritórios na Décima Avenida. A torre sul é o 10 Hudson Yards de 52 andares e 273 m, inaugurado em 2016. A outra torre na Décima Avenida é o 30 Hudson Yards de 80 andares e 408 m, que é o terceiro edifício mais alto da cidade. Fazendo fronteira com a Décima Primeira Avenida estão dois edifícios de uso misto, o 15 Hudson Yards e o 35 Hudson Yards. O 15 Hudson Yards, mais ao sul das duas torres, está conectado a uma estrutura semipermanente, um espaço de artes e apresentações conhecido como The Shed. O 15 Hudson Yards de uso misto foi finalizado em fevereiro de 2018. O 35 Hudson Yards, um arranha-céu de uso misto localizado ao norte do 15 Hudson Yards, foi finalizado em junho de 2018. A Fase 1 também inclui um shopping de 7 andares chamado Shops & Restaurants of Hudson Yards.
A parte oeste do pátio é delimitada pelas ruas 30 e 33 no norte e sul, e pelas avenidas 11 e 12 no leste e oeste. A fase oeste do projeto deve conter até sete torres residenciais, um prédio de escritórios na rua 33 provisoriamente conhecido como "West Tower", e uma escola que atende alunos da pré-escola à oitava série. A terceira fase do High Line atravessará a Fase 2 do projeto. O projeto inteiro, incluindo a Fase 2, pode ser concluído em 2024.

## Projetos

### 50 e 55 Hudson Yards
Os 50 e 55 Hudson Yards estão localizados ao norte de West Side Yard no quarteirão delimitado pela rua 33 ao sul, décima Avenida a leste, rua 34 ao norte e décima Primeira Avenida a oeste. 50 Hudson Yards e 55 Hudson Yards estão localizados respectivamente no lado leste e oeste do bloco. O trabalho na fundação do 50 Hudson Yards de 300 m começou em maio de 2018. O 55 Hudson Yards de 240 m começou a construção em 22 de janeiro de 2015, e atingiu sua altura máxima em agosto de 2017.

### Manhattan West
Brookfield, uma administradora de ativos canadense, está desenvolvendo o segundo maior projeto em Hudson Yards. Apelidado de "Manhattan West", será composto por seis edifícios, dois dos quais são estruturas preexistentes que estão passando por reformas substanciais. O projeto incluirá três edifícios de escritórios, dois edifícios residenciais e um hotel. Os dois edifícios de escritórios principais e um espaço verde público, aberto o ano todo, serão colocados em uma plataforma sobre trilhos cobertos que vão do West Side Yard à Penn Station. Para facilitar a construção, a Brookfield anunciou que usaria peças pré-fabricadas para construir a plataforma. Apesar de sua escala considerável, Manhattan West tem sido referido como "um tanto eclipsado" e "ofuscado" por outras grandes construções em Hudson Yards.

### The Spiral
No início de 2014, a imobiliária Massey Knakal anunciou uma supertala conceitual com uma capacidade de 113 000 m2 e 108 andares que se elevaria por 1 800 pés no lado norte da rua 34 entre Hudson Boulevard e Décima Avenida para mostrar o potencial de um local que pretendia vender. Apelidado de Hudson Spire e projetado pelos arquitetos MJM + A, seria a torre mais alta dali se concluída. O local foi posteriormente adquirido pela Tishman Speyer em 30 de abril de 2014, juntamente com duas propriedades adjacentes, em um espaço total de 265 000 m2.
Os planos para o The Spire foram mais tarde substituídos por planos desenhados pela Bjarke Ingels Group, e apelidado de The Spiral. O edifício teve sua construção iniciada em junho de 2018, e seu projeto inclui terraços para proporcionar espaços verdes. A Tishman garantiu a empresa farmacêutica Pfizer como locatária âncora.

### Desenvolvimentos associados
Mesmo antes da abertura de qualquer um dos prédios do pátio ferroviário, muitas empresas na área tiveram lucros aumentados devido à construção do projeto. O programa de reconstrução de Hudson Yards catalisou os planos para construir novos edifícios ao longo do futuro Hudson Boulevard. Também houve um boom de desenvolvimento nas proximidades do desenvolvimento do pátio ferroviário. Entre estes estão o 3 Hudson Boulevard (anteriormente o GiraSole), localizado na rua 34 com a Oitava Avenida. O 3 Hudson Boulevard está em construção, embora não tenha um inquilino âncora.
Em fevereiro de 2015, o Grupo Chetrit, liderado por Meyer e Joseph Chetrit, anunciou que queria gastar US$ 29 milhões para expandir um local de desenvolvimento do Hudson Yards para um área de 34 659,2 m2. Isso acrescentaria mais espaço a um local entre a Décima Primeira Avenida, as ruas 37 e 38 e o Hudson Boulevard. Um comprador seria capaz de dividir o espaço entre dois edifícios.
Em junho de 2015, a Tishman Speyer comprou outro lote entre as ruas West 36 e 37; o lote foi zoneado para uma propriedade residencial e hoteleira. É próximo a um lote - dividido em zona para uma torre residencial planejada - que foi comprado em 2012 pela Lalezarian Properties por $ 46,5 milhões, as terras da Tishman Speyer também estão perto de um lote pertencente ao ex-governador de Nova York Eliot Spitzer, que comprou o terreno em 2013 e planeja um novo espaço de desenvolvimento.
Dois outros novos edifícios relacionados, One Hudson Yards e Abington House, são adjacentes aos edifícios da Fase 1, mas não estão relacionados com o projeto Hudson Yards. Outro empreendimento relacionado também no West Side, apelidado de "Residências Hudson", está em construção ao mesmo tempo que o Hudson Yards.

## Demografia
Para fins de censo, o governo da cidade de Nova York classifica o Hudson Yards como parte de uma área maior de tabulação de bairro chamada Hudson Yards-Chelsea-Flat Iron-Union Square. Com base nos dados do Censo dos Estados Unidos de 2010, a população de Hudson Yards-Chelsea-Flat Iron-Union Square era de 70 150, uma mudança de 14 311 (20,4%) dos 55 839 contados em 2000. Cobrindo uma área de 344,66 ha, o bairro tinha uma densidade populacional de 82,4 habitantes por km2. A composição racial do bairro era de 65,1% (45 661) Branco , 5,7% (4 017) Afro-americano, 0,1% (93) Nativo Americano, 11,8% (8 267) asiático, 0% (21) das ilhas do Pacífico, 0,4% (261) de outras corridas e 2,3% (1 587) de duas ou mais corridas. Hispânicos ou latinos de qualquer raça eram 14,6% (10 243) da população.

## Polícia e crime
Hudson Yards é patrulhado pelo 10º Distrito da NYPD, localizado na rua 20. O 10º Distrito foi classificado como o 61º mais seguro de 69 áreas de patrulha para crimes per capita em 2010.
A 10ª Delegacia tem uma taxa de criminalidade menor do que na década de 1990, com crimes em todas as categorias diminuindo 74,8% entre 1990 e 2018. A delegacia relatou 1 assassinato, 19 estupros, 81 roubos, 103 agressões criminais, 78 roubos, 744 grandes furtos e 26 grandes furtos de automóveis em 2018.

## Segurança contra incêndio
O bairro de Hudson Yards é servido pelo Departamento de Bombeiros da cidade de Nova York (FDNY ), que fica na rua 38. No entanto, não há bombeiros dentro ou perto do desenvolvimento imobiliário Hudson Yards.